# Frederik Hougaard Nielsen
Frederik Hougaard Nielsen (* 27. Juli 1988 in Hørsholm) ist ein dänischer Basketballspieler.

## Werdegang
Hougaard Nielsen spielte als Jugendlicher in seiner Heimatstadt Hørsholm, ihm gelang der Sprung in die Erstligamannschaft der Hørsholm 79ers.
Von 2011 bis 2013 stand er bei den Bakken Bears unter Vertrag, kam in der dänischen Liga für die Mannschaft auf insgesamt 86 Einsätze (5,1 Punkte, 2,9 Korbvorlagen/Spiel). 2012 und 2013 wurde er mit Bakken dänischer Meister, 2012 zusätzlich Sieger des dänischen Pokalwettbewerbs.
Zur Saison 2013/14 kehrte der Aufbauspieler nach Hørsholm zurück. Dort wurde er Mannschaftskapitän und spielte ab 2015 unter dem spanischen Trainer Rafa Monclova. Als Monclova 2018 Trainer des spanischen Drittligisten Real Murcia wurde, folgte ihm Hougaard Nielsen nach Südostspanien. In der Saison 2019/20 stieg der Däne mit Murcia in die LEB Oro auf.
Im Dezember 2020 kam es nach zehn Einsätzen in der zweithöchsten spanischen Spielklasse zur Trennung, Hougaard Nielsen wechselte in sein Heimatland zurück und stieß Anfang Januar 2021 zum Aufgebot des Erstligisten Team FOG Næstved.

### Nationalmannschaft
Hougaard Nielsen wurde dänischer Nationalspieler, er nahm unter anderem an Ausscheidungsspielen für Europameisterschaften teil.